# Troglohyphantes alluaudi
Troglohyphantes alluaudi este o specie de păianjeni din genul Troglohyphantes, familia Linyphiidae, descrisă de Fage, 1919.
Este endemică în Spania. Conform Catalogue of Life specia Troglohyphantes alluaudi nu are subspecii cunoscute.